# Andreas Halldén

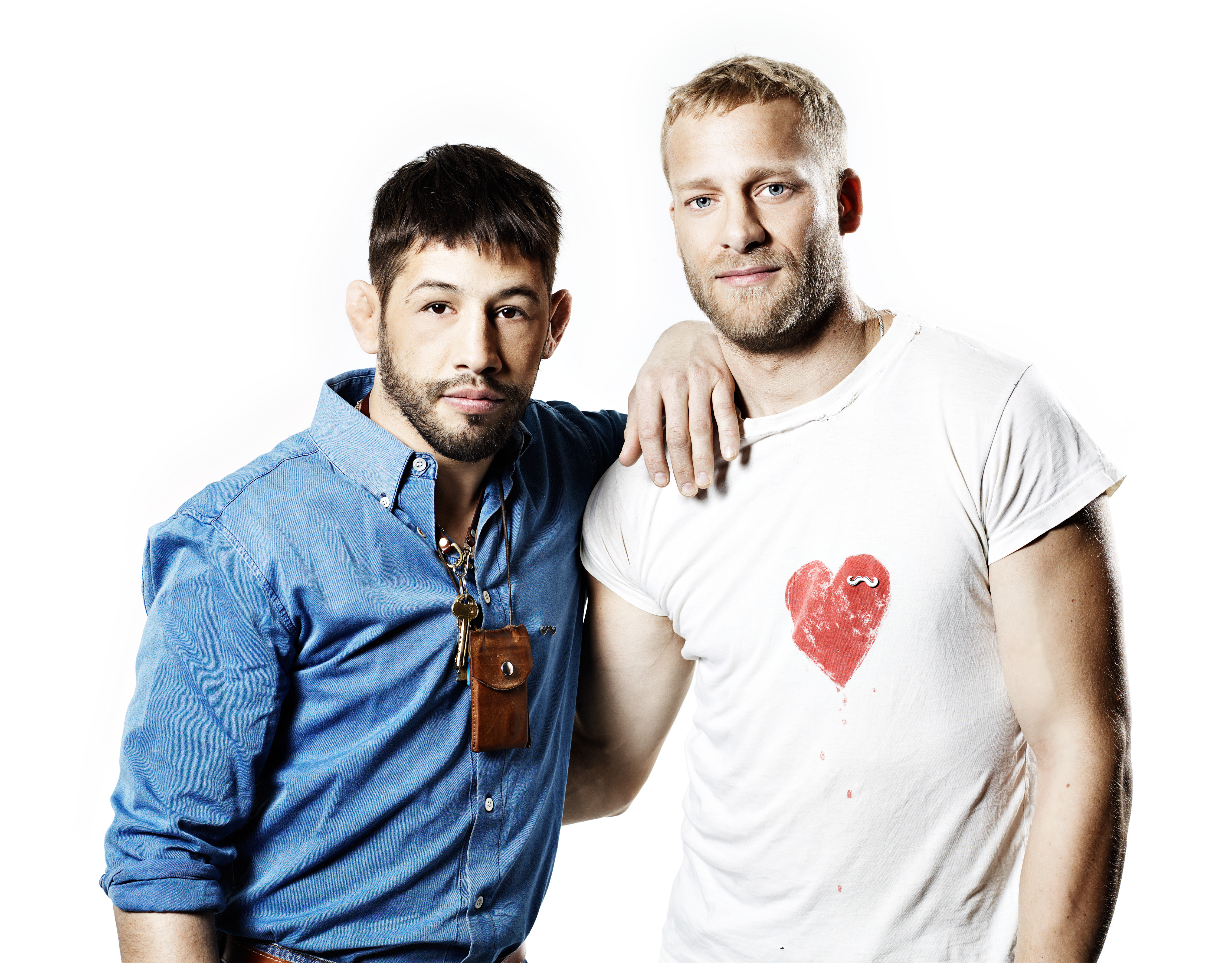
Halldén (t h) med TV-kollegan Musse Hasselvall 2010.

Andreas Halldén, född Johnny Andreas Halldén 10 september 1976, är en svensk designer, kampsportare (tränar thaiboxning) och programledare.

## TV-program
- Rallarsving (ZTV, 2005)
- Sicksack (TV4 Plus, 2003-2004)
- Ystad-Haparanda (TV8 2010)